# Rhododendron macrosiphon
Rhododendron macrosiphon är en ljungväxtart som beskrevs av Herman Otto Sleumer. Rhododendron macrosiphon ingår i släktet rododendron, och familjen ljungväxter. Inga underarter finns listade i Catalogue of Life.